# NGC 5126
NGC 5126 је лентикуларна галаксија у сазвежђу Кентаур која се налази на NGC листи објеката дубоког неба.
Деклинација објекта је - 30° 20' 1" а ректасцензија 13h 24m 53,4s. Привидна величина (магнитуда) објекта NGC 5126 износи 13,2 а фотографска магнитуда 14,1. NGC 5126 је још познат и под ознакама ESO 444-28, MCG -5-32-10, PGC 46910.